# Zachary Donohue
Zachary Tyler (Zach) Donohue (Hartford, 8 januari 1991) is een Amerikaans kunstschaatser die actief is in de discipline ijsdansen. Donohue en zijn partner Madison Hubbell namen in 2018 deel aan de Olympische Winterspelen in Pyeongchang, waar ze vierde werden bij het ijsdansen. Ze wonnen in 2014 de viercontinentenkampioenschappen. Hij schaatste eerder met Piper Gilles.

## Biografie

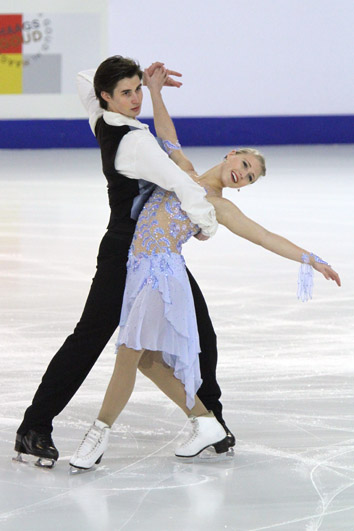
Donohue en Piper Gilles in 2010

Donohue begon in 2001 met kunstschaatsen en schakelde al gauw over op het ijsdansen. Hij kwam in het seizoen 2005/06 uit met Sara Bailey. Het jaar erop schaatste hij met Kaylyn Patitucci. Met de vijfde plaats bij de novice op de oostelijke kampioenschappen kwalificeerde het duo zich in 2007 niet voor de NK. Ook met zijn volgende schaatspartner Lili Lamar lukte dit niet: het paar werd in 2008 vijfde bij de junioren op de oostelijke kampioenschappen.
In 2008 vond hij in Piper Gilles zijn nieuwe schaatspartner. Gilles en Donohue wonnen bij hun eerste twee Junior Grand Prix-wedstrijden gelijk een medaille. Hiermee mochten ze meedoen aan de Junior Grand Prix-finale, maar door een blessure bij Gilles moest het stel zich terugtrekken. Wel wonnen ze twee maal brons bij de NK voor junioren en ze namen deel aan de WK junioren van 2010. Hier werden ze negende. In mei 2010 beëindigden ze de samenwerking. Zij ging verder met de Canadees Paul Poirier, hij met Alissandra Aronow. Dat was geen succes en Donohue zette in 2011 zijn carrière voort met Madison Hubbell.
Lang moesten ze hun concurrenten Meryl Davis / Charlie White, Madison Chock / Evan Bates en Maia Shibutani / Alex Shibutani voor zich dulden bij nationale kampioenschappen, maar in 2018 namen Hubbell/Donohue de titel over. Ze namen vier keer deel aan de 4CK - en wonnen in 2014 - en waren vijf keer aanwezig bij de WK. Bij de WK van 2018 veroverden Hubbell/Donohue de zilveren medaille.
Hij was enige tijd samen met kunstschaatsster Olivia Smart. Op 18 september 2022 trouwde hij met kunstschaatsster Chantelle Kerry.

## Persoonlijke records
Hubbell/Donohue
| records             | punten | datum      | toernooi |
| ------------------- | ------ | ---------- | -------- |
| Hoogste totaalscore | 196.64 | 24-03-2018 | WK       |
| Hoogste korte kür   | 080.42 | 23-03-2018 | WK       |
| Hoogste vrije kür   | 116.22 | 24-03-2018 | WK       |

## Belangrijke resultaten
2008-2010 met Piper Gilles, 2011-2020 met Madison Hubbell
| Kampioenschap                                                                   | 08/09  | 09/10 |               | 11/12         | 12/13         | 13/14         | 14/15         | 15/16         | 16/17         | 17/18         | 18/19         | 19/20         | 20/21 |
| ------------------------------------------------------------------------------- | ------ | ----- | ------------- | ------------- | ------------- | ------------- | ------------- | ------------- | ------------- | ------------- | ------------- | ------------- | ----- |
| Olympische Spelen                                                               |        |       |               |               |               |               |               |               | 4e            |               |               |               |       |
| Wereldkampioenschap                                                             |        |       | 10e           |               |               | 10e           | 6e            | 9e            | Zilver        | Brons         | *             | Zilver        |       |
| Viercontinentenkampioenschap                                                    |        |       | 5e            |               | Goud          |               | 4e            | 4e            |               | 4e            | Brons         | *             |       |
| Grand Prix-finale                                                               |        |       |               |               |               |               | 6e            | 5e            | 4e            | Goud          | Brons         |               |       |
| Nationaal kampioenschap                                                         |        |       | Brons         | 4e            | 4e            | Brons         | Brons         | Brons         | Goud          | Goud          | Zilver        | Goud          |       |
| WK junioren                                                                     |        | 9e    | geen deelname | geen deelname | geen deelname | geen deelname | geen deelname | geen deelname | geen deelname | geen deelname | geen deelname | geen deelname |       |
| Junior Grand Prix-finale                                                        | t.z.t. |       | geen deelname | geen deelname | geen deelname | geen deelname | geen deelname | geen deelname | geen deelname | geen deelname | geen deelname | geen deelname |       |
| NK junioren                                                                     | Brons  | Brons | geen deelname | geen deelname | geen deelname | geen deelname | geen deelname | geen deelname | geen deelname | geen deelname | geen deelname | geen deelname |       |
| t.z.t. = trokken zich terug / * Afgelast naar aanleiding van de coronapandemie. |        |       |               |               |               |               |               |               |               |               |               |               |       |

2014: Pljoesjtsjenko, Lipnitskaja, Volosozjar/Trankov, Stolbova/Klimov, Bobrova/Solovjov, Ilinych/Katsalapov ·
2018: Chan, Osmond, Daleman, Duhamel/Radford, Virtue/Moir ·
2022: Chen, Zhou, Chen, Knierim/Frazier, Hubbell/Donohue, Chock/Bates